# Квиндецемвиры священнодействий
Квиндецемви́ры священноде́йствий (лат. quindecemviri sacris faciundis или просто decemviri sacris) — одна из главных жреческих коллегий Древнего Рима, члены которой избирались пожизненно. Их главной обязанностью было заботиться о Сивиллиных книгах и проверять их во всех важных для государства событиях по приказу сената.
В эпоху Царского Рима надзор за Сивиллиными книгами и их толкование были поручены двум людям высокого ранга, называвшимся дуумвирами священнодействий, один из которых, названный Марком Атилием или Туллием, был зашит в мешок и утоплен по приказу Тарквиния Приска за то, что «при разборе книг в чём-то поступил неблагочестиво». После изгнания царей забота об этих книгах была поручена самым благороднейшим из всех патрициев, которые были освобождены от всех военных и гражданских обязанностей. Их число было увеличено примерно в 367 году до н. э. до десяти человек, из которых пять избирались из числа патрициев и пять — из плебеев (децемвиры священнодействий). Впоследствии их число увеличилось до пятнадцати, но точное время этого события не определено. В 82 году до н. э, когда Капитолий был сожжён, ещё существовала должность децемвира священнодействий, однако уже у Цицерона упоминается коллегия квиндецемвиров священнодействий. Кажется весьма вероятным, что их число было увеличено с десяти до пятнадцати Суллой, поскольку известно, что он увеличил количество членов нескольких других жреческих коллегий. Юлий Цезарь добавил в состав коллегии ещё одного человека, однако, после его гибели эта традиция не укоренилась, так как коллегия, судя по всему, состояла впоследствии всего из пятнадцати человек.
Кроме того, обязанностью коллегии квиндецемвиров было празднование игр в честь Аполлона и Секулярных игр. Они, по сути, считались жрецами Аполлона, и поэтому каждый из них имел в своем доме бронзовый треножник, посвящённый этому богу.
Известными децемвирами/квиндецемвирами священнодействий были Публий Корнелий Тацит, Октавиан Август (до восхождения на престол), Марк Випсаний Агриппа.